# Henri Emmanuelli
Henri Emmanuelli (31 de mayo de 1945-21 de marzo de 2017) fue un político francés miembro del Partido Socialista (Parti socialiste o PS). Fue diputado de Landes de 1978 a 1981, de 1986 a 1997 y desde 2000.
Fue nombrado secretario de Estado de los Territorios de Ultramar en 1981, de Presupuesto en 1983, y lo fue de Consumo entre 1984 y 1986. Fue presidente de la Asamblea Nacional desde 1992 hasta 1993 después de que renunciase Laurent Fabius, y luego se postuló para presidir el partido socialista. Como encabezó el partido en 1994, fue derrotado por Lionel Jospin para representar a los Socialistas en la elección presidencial de 1995. Abandonó su función de primer secretario.
Un año después, fue condenado por la financiación ilícita del PS mientras fue su tesorero. Volvió a la política en 2000.
Como fue partidario fiel de François Mitterrand hasta su muerte, se movió como personaje del ala izquierda del PS. Hizo campaña por el «no» en el referéndum del 29 de mayo de 2005 sobre la Constitución Europea.